# Gereformeerde Kerk (Zuid-Afrika)
De Gereformeerde Kerk of Dopperkerk van Zuid-Afrika (Afrikaans: Gereformeerde Kerke in Suid-Afrika) is een gereformeerd-calvinistische kerk die op 11 februari 1859 te Rustenburg werd opgericht door de Friese immigrant Dirk Postma. Leden van de kerk worden Doppers genoemd. Het is een van de zogenaamde Drie Zusterkerken van Zuid-Afrika, samen met de Nederduits Gereformeerde Kerk (NG Kerk) en de Nederduits Hervormde Kerk (NH Kerk).

## Geschiedenis
Tijdens de Grote Trek besloten de Voortrekkers zich af te splitsen van de Kaapse NG Kerk en stichtten zij de NH Kerk. De meest conservatieve calvinisten onder de Voortrekkers hadden bezwaren tegen de verplichting van het zingen van lofzangen in de NH Kerk, dat volgens de dissidenten in strijd was met de Synode van Dordrecht. Dominee Dirk Postma was van overtuiging dat dit aan de vrijheid van de predikanten moest worden overgelaten. Onder een boom in Rustenburg werd de kerk op 11 februari 1859 opgericht door vijftien broeders, waaronder de latere staatspresident Paul Kruger. Dezelfde dag lieten meer dan 300 mensen zich inschrijven bij de "Vrije Gereformeerde Gemeente, overeenkomstig de leer, tucht en dienst der Vaderen, zooals die zich te Dordrecht in de jaren 1618 en 1619 hebben geopenbaard, in hunne Nationale Synode, de Kerkorde gewijzigd naar dat onze tegenwoordige omstandigheden het vorderen."
In 1994 erkenden de Dopperkerken dat het apartheidsbeleid onrechtvaardig en onchristelijk was geweest. Sinds 2003 kent de Dopperkerk wel vrouwelijke diakenen, maar geen vrouwelijke ouderlingen en predikanten.
De Gereformeerde Kerke stichtte een seminarie voor zowel theologische studies als lerarenopleidingen in Burgersdorp in de Oost-Kaap. Het werd in het begin van de 20e eeuw verplaatst naar Potchefstroom, waar het de Potchefstroomse Universiteit voor Christelijk Hoger Onderwijs werd, nu de Noordwest-Universiteit. Een van de faculteiten is het seminarie voor de opleiding van predikanten.

## Die Gereformeerde Kerke vandaag
De volle naam van het kerkverband is Die Gereformeerde Kerke in Suid-Afrika (GKSA). De algemene synode vergadert om de drie jaar in Potchefstroom. Het kerkverband bestaat uit ruim 400 plaatselijke gemeentes in de Republiek van Zuid-Afrika, Namibië, Zimbabwe en Lesotho. De kerkdiensten worden gehouden in alle officiële talen van Zuid-Afrika.

## Geloofsleer
De Gereformeerde Kerk of Dopperkerk van Zuid-Afrika is een calvinistische kerk en heeft als belijdenisgrondslagen:
- de Apostolische geloofsbelijdenis
- de Geloofsbelijdenis van Athanasius
- de Geloofsbelijdenis van Nicea-Constantinopel

en uit de 16e en de 17e eeuw de Drie Formulieren van Enigheid:
- de Nederlandse Geloofsbelijdenis
- de Heidelbergse Catechismus
- en de Dordtse Leerregels

Het genootschap wordt gekenmerkt door een onwankelbaar geloof in predestinatie en een almachtige en ingrijpende God. De Bijbel, in het bijzonder het Oude Testament, is het enige vaste richtsnoer voor gelovigen.

## Relaties met andere kerken
De Gereformeerde Kerk of Dopperkerk van Zuid-Afrika is lid van de World Reformed Fellowship en van de International Conference of Reformed Churches
De Gereformeerde Kerk heeft zusterkerkrelaties met:
- Christelijke Gereformeerde Kerken
- Nederlandse Gereformeerde Kerken
- Reformed Churches in Botswana
- United Reformed Church in Congo
- Christian Reformed Church in North America
- Orthodox Presbyterian Church
- Christian Reformed Churches of Australia
- Free Church of Scotland
- Reformed Churches of New Zealand
- Reformed Church in Japan
- Presbyterian Church in Korea (Koshin).